# Europese theologische bibliotheken
Europese Theologische Bibliotheken - BETH (Frans: Bibliothèques européennes de théologie) is een Oecumenisch samenwerkingsverband met als doel, door de samenwerking tussen haar leden, de ontwikkeling van de theologische bibliotheken in Europa te bevorderen.
De vereniging werd opgericht in 1961 en heeft haar zetel in Nijmegen.

## Geschiedenis
Ter gelegenheid van de tiende verjaardag van de Arbeitsgemeinschaft katholisch-Theologischer Bibliotheken (AKThB) kwamen verschillende bibliothecarissen in 1957 in Frankfurt bijeen om er een associatie op te richten, later bekend als BETH.

## Leden in de verschillende landen
- ABCF : Association des Bibliothèques Chrétiennes de France – Frankrijk
- ABEI : Associazione dei Bibliotecari Ecclesiastici Italiani – Italië
- ABIE : Asociación de Bibliotecarios de la Iglesia en España – Spanje
- ABTAPL : Association of British Theological and Philosophical Libraries – Verenigd Koninkrijk
- AKThB: Arbeitsgemeinschaft Katholisch-Theologischer Bibliotheken – Duitsland
- BibRel.ch: Verein der BibliothekarInnen religionsbezogener Institutionen der Schweiz / Association des bibliothécaires du domaine religieux en Suisse – Zwitserland
- EKE: Egyházy Könyvtárak Egyesülése – Hongarije
- FIDES: Federation of the Polish Ecclesiastical Libraries – Polen
- FTLA: Finnish Theological Library Association - Finland
- FTRB: Forum for Teologiske og Religionsfaglige Bibliotek – Noorwegen
- URBE: Unione Romana Biblioteche Ecclesiastiche – Italië
- VkwB : Verband kirchlich-wissenschaftlicher Bibliotheken in der Arbeitsgemeinschaft der Archive und Bibliotheken in der evangelischen Kirche (AABevK) – Duitsland
- VRB: Expertisehouders Levensbeschouwelijke Collecties - België
- VThB : Vereniging voor het Theologisch Bibliothecariaat – Nederland